# Декларація про державний суверенітет Башкортостану
Декларація про державний суверенітет Башкортостану (башк. Башҡортостандың дәүләт суверенитеты тураһында декларация) — документ, що проголосив основні принципи суспільно-політичного і державного устрою Башкирської РСР — Республіки Башкортостан. Декларація прийнята 11 жовтня 1990 року на III сесії Верховної Ради Башкирської АРСР.

## Історія прийняття декларації
12 червня 1990 з'їзд народних депутатів РРФСР прийняв Декларацію про державний суверенітет Російської Радянської Федеративної Соціалістичної Республіки. Дана Декларація, а також Закони СРСР «Про розмежування повноважень між Союзом РСР і суб'єктами Федерації», «Про основи економічних відносин Союзу РСР, союзних і автономних республік» стали юридичною основою для розробки і прийняття Декларації про державний суверенітет Башкирської Радянської Соціалістичної Республіки.
З початком роботи комісії Верховної Ради БАРСР, яка зайнялася підготовкою проєкту Декларації, в республіці розгорнулася дискусія про місце Башкортостану в Союзі РСР і Російській Федерації. В ході розробки тексту Декларації визначилися два центри — у Верховній Раді Башкирської АРСР і Раді Міністрів Башкирської АРСР. В кінці липня 1990 року були розроблені два проєкти Декларації, які 2 серпня 1990 року були надіслані народним депутатам СРСР, РРФСР і БАРСР для вивчення та подання своїх пропозицій.
10 серпня 1990 року кілька проєктів Декларації були опубліковані на сторінках республіканських газет для всенародного обговорення, серед яких був також проєкт, підготовлений вченими-юристами Л. Ш. Гумеровою, З. І. Єнікеєвим, А. Н. Тімоніним і Ф. З. Юсуповим.
12 серпня 1990 року в Уфі відбувся мітинг, на якому виступив Голова Верховної Ради РРФСР Б. М. Єльцин, який заявив таке:
| | \| ...ми не допустимо помилок союзного керівництва, яке три роки тому при пропозиції союзних республік надати їм самостійність відмовило їм і цим створило національну напруженість. Ми говоримо народу Башкирії, Верховній Раді: візьміть ту частину влади, яку самі зможете проковтнути. І ми погодимось з цією волею, Верховна Рада Росії в жодному разі не буде перешкоджати. Якщо ви вирішите: надра, багатство, земля - це власність Башкирії, значить так воно і буде \| Оригінальний текст (рос.) […мы не допустим ошибок союзного руководства, которое три года назад при предложении союзных республик дать им самостоятельность отказало им и этим создало национальное напряжение. Мы говорим народу Башкирии, Верховному Совету: возьмите ту долю власти, которую сами можете проглотить. И мы согласимся с этой волей, Верховный Совет России не будет ни в коем случае препятствовать. Если вы решите: недра, богатство, земля — это собственность Башкирии, значит, так оно и будет] Помилка: [undefined] Помилка: {{Lang}}: немає тексту (допомога): текст вже має курсивний шрифт (допомога) |
| ...ми не допустимо помилок союзного керівництва, яке три роки тому при пропозиції союзних республік надати їм самостійність відмовило їм і цим створило національну напруженість. Ми говоримо народу Башкирії, Верховній Раді: візьміть ту частину влади, яку самі зможете проковтнути. І ми погодимось з цією волею, Верховна Рада Росії в жодному разі не буде перешкоджати. Якщо ви вирішите: надра, багатство, земля - це власність Башкирії, значить так воно і буде | |

У серпні 1990 року в Стерлітамаку відбувся мітинг, на якому виступив Б. М. Єльцин:

| | \| Ми говоримо народам Башкирії, ми говоримо Верховній Раді, Уряду Башкирії: візьміть ту частину влади, яку самі зможете проковтнути... Якщо Ви вирішите: і надра, і багатства, земля Башкирії - це власність народів Башкирії, значить, так воно і буде... Нафта і газ Башкирії належить їй, і тільки вона вправі розпоряджатись своїми багатствами. Вистачить, досить Вас грабували! ...Якщо Башкирія заявить про свій суверенітет, ми будемо поважати цей суверенітет. \| Оригінальний текст (рос.) [Мы говорим народам Башкирии, мы говорим Верховному Совету, Правительству Башкирии: возьмите ту долю власти, которую сами сможете проглотить... Если Вы решите: и недра, и богатства, земля Башкирии — это собственность народов Башкирии, значит, так оно и будет... Нефть и газ Башкирии принадлежат ей, и только она вправе распоряжаться своими богатствами. Хватит, достаточно Вас грабили! ...Если Башкирия заявит о своем суверенитете, мы будем уважать этот суверенитет.] Помилка: [undefined] Помилка: {{Lang}}: немає тексту (допомога): текст вже має курсивний шрифт (допомога) |
| Ми говоримо народам Башкирії, ми говоримо Верховній Раді, Уряду Башкирії: візьміть ту частину влади, яку самі зможете проковтнути... Якщо Ви вирішите: і надра, і багатства, земля Башкирії - це власність народів Башкирії, значить, так воно і буде... Нафта і газ Башкирії належить їй, і тільки вона вправі розпоряджатись своїми багатствами. Вистачить, досить Вас грабували! ...Якщо Башкирія заявить про свій суверенітет, ми будемо поважати цей суверенітет. | |

11 жовтня 1990 року на III сесії Верховної Ради Башкирської АРСР відбулося прийняття Декларації про державний суверенітет республіки.

## Опис
Декларація про державний суверенітет складається з преамбули і 10 пунктів.
Верховна Рада республіки, проголошуючи державний суверенітет Башкирії на всій її території в межах існуючих кордонів, перетворила Башкирську Автономну Радянську Соціалістичну Республіку в Башкирську Радянську Соціалістичну Республіку (Башкирська РСР) — Башкортостан.
Ця Декларація оголошує землю, надра, природні багатства і ресурси, економічний і науково-технічний потенціал власністю багатонаціонального народу Башкортостану; визначає договірний характер відносин республіки з Російською Федерацією; встановлює, що Республіка Башкортостан сприяє задоволенню національно-культурних потреб осіб башкирської національності, що проживають за межами республіки; проголошує принципи будівництва правової держави.

## Значення
На основі Декларації про державний суверенітет, 24 грудня 1993 року прийнята Конституція Республіки Башкортостан. Основні положення Декларації закріплені законами Республіки Башкортостан.
Декларація вперше після 1919 року підкреслила договірний характер відносин з Російською Федерацією, поклала початок будівництва правової держави, формуванню громадянського суспільства.

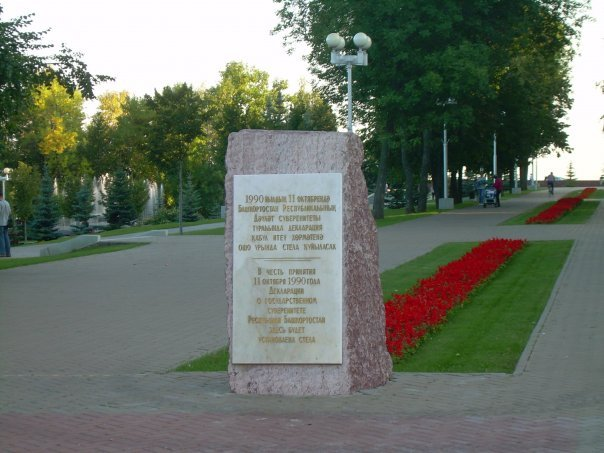
Меморіальна дошка в міському парку Уфи

Також на основі Декларації про державний суверенітет республіки 31 березня 1992 року підписаний Федеральний договір з додатком до нього від Республіки Башкортостан. Потім, 3 серпня 1994 року, відбулося підписання Договору Башкортостану з Російською Федерацією про розмежування предметів ведення і повноважень.

## Державне свято
11 жовтня в Башкортостані відзначається державне свято — День Республіки — День прийняття Декларації про державний суверенітет республіки. Свято введене в дію постановою Верховної Ради Республіки Башкортостан від 27 лютого 1992 року. Нарівні з іншими республіканськими святами, як Ураза-байрам, Курбан-байрам і Днем прийняття Конституції Башкортостану, День Республіки є неробочим святковим днем.